# Mitromorpha senegalensis
Mitromorpha senegalensis is een slakkensoort uit de familie van de Mitromorphidae. De wetenschappelijke naam van de soort is voor het eerst geldig gepubliceerd in 2001 door Rolán & Boyer.